# Операција Тигар ’94
Операција Тигар ’94 је била војна операција Армије Републике Босне и Херцеговине, њеног петог корпуса против снага Западне Босне, њеног лидера Фикрета Абдића и његових савезника: Војске Републике Српске и Српске војске Крајине. Изненадном операцијом АРБиХ, разбијене су снаге Републике Западне Босне и окупирана је Велика Kладуша и територија Западне Босне. Уз помоћ својих савезника, Народна одбрана Западне Босне је у децембру 1994. године, током операције Паук поново ослободила Велику Kладушу.
Аутономија у западној Босни представљала је веома важну одбрамбену линију за Републику Српску Крајину и западни део Републике Српске. Да би уклонили аутономију, босански муслимани лојални влади у Сарајеву су почетком 1994. године покренули офанзиву против Народних одбрамбених снага Западне Босне. До јуна су већ опколили Пећиград са три стране - мали али значајан град на путу за главни град АПЗБ-а, Велику Кладушу. Међутим, 4. бригада народне одбране успела је да блокира даље напредовање непријатеља. У то време, Атиф Дудаковић је развио план преусмеравања снага аутономаша на северу како би могао да пресече прилазе граду са једине слободне стране.

## Тајни план
План операције су сковали командант 5. корпуса, Атиф Дудаковић и командант 502. витешке брдске бригаде, Хамдија Абдић - Тигар у највећој тајности. План је предвиђао да Хамдија Абдић након што буде смијењен с дужности команданта бригаде и демобилисан, као незадовољни бивши војни командант пребегне у јединице Фикрета Абдића, и да га убиједи да уз истомишљенике који су остали у Бихаћу, уз војну помоћ коју ће му пружити, може поразити 5. корпус и ући у Бихаћ.

## Ток операције
Након што је од јануара 1994. године, када је формално смењен с дужности команданта 502. бригаде, стигматизован, Хамдија Абдић одлази 2. јула 1994. године у Велику Kладушу где се састаје са Фикретом Абдићем и образлаже му план. Убеђује Абдића да уз помоћ 100 Тигрова који су остали у Бихаћу и још око 2.000 војника и побуњеника који би се прикључили плану а којима је досадила тортура сарајевске власти, може сломити отпор 5. корпуса и ослободити ту територију. Абдић је прихватио план и већ је 4. јула у Бихаћ послао прве количине оружја и муниције из складишта са територије Републике Српске Крајине. У наредна 3 дана пошиљке потребних средстава су преко контролног пункта пољског батаљона, који је деловао у склопу УН-а, стизале у Бихаћ при чему су снаге УН-а прекршиле ембарго на увоз оружја.
Босански и западни медији известили су 7. јула о терористичким нападима француских мировних снага у њиховој бази у Бихаћу. У поруци се наводи да су "плавим шлемовима" блокирани уласци у град ради сопствене безбедности. Касније истог дана, новинска агенција АПЗБ известила је о избијању побуне у редовима Петог корпуса Армије Републике Босне и Херцеговине: наводно непријатељски војници нису жељели да се боре против браће муслимана.
Блокирани мировњаци су 9. јула известили да су чули интензивну пуцњаву и експлозије на подручју Бихаћа, али нису могли извидети ситуацију. Да би помогле побуњеницима, јединице Народне одбране покушале су да пређу у офанзиву на линији Криваја - Цазин. Снаге Војске Републике Српске Крајине пружиле су им артиљеријску подршку, а у помоћ су им послали и камион са оружјем у пратњи контраобавештајних официра.
Командант Петог корпуса, Атиф Дудаковић, 10. јула неочекивано је објавио да је цела "побуна" пажљиво испланирана операција осмишљена да заведе непријатеља. У ствари, Французи су били блокирани како би се избегло откривање преваре на време. Пуцњаву и експлозије извели су војници 7. бригаде Петог корпуса према замишљеном непријатељу на пољу, 10 км северно од Бихаћа. Наводно су се отцепили од команде и, контактирајући аутономаше, затражили њихову подршку. Да би деловало реалистичније, спалили су аутомобилске гуме, стварајући окружење насилних сукоба.
Као резултат тога, камион који је стигао до "побуњеника", у којем се налазило 3.000 комада малокалибарског наоружања и 200.000 метака, као и гранате, мине и друго наоружање, запленио је Пети корпус. Официри који су га пратили су убијени или заробљени (само је један успео да побегне). Осим тога, као резултат операције, идентификоване су стварне присталице Фикрета Абдића у редовима Армије Републике Босне и Херцеговине, који су одмах ухапшени.

## Последице
Почетком августа Пети корпус поново је покренуо напад на Пећиград и ушао у град 4. августа. Командни бункер аутономаша је уништен, све војсковође су убијене, укључујући и команданта 4. бригаде Невзада Ђерића. Након његове смрти, предало се око 800 војника.
Након пада Пећиграда, цела линија одбране Западне Босне се срушила, а урушила се и војска АОЗБ-а. До средине августа две непотпуне бригаде остале су у Народној одбрани, повлачећи се у Велику Кладушу. Под овим условима, Абдић је понудио муслиманским снагама примирје, али су они инсистирали само на безусловној предаји. Дана 21. августа, када су муслимани ушли у Велику Кладушу, град је био празан, јер су сви становници са остацима војске и начелником аутономије избегли на територију Републике Српске Крајине.
На рочишту у предмету против Слободана Милошевића 12. јануара 2005. француски војни лекар Патрик Барио изјавио је да је као резултат напада Петог корпуса на Велику Кладушу у лето 1994. до 40.000 муслимана избегло у Републику Српску Крајину.